# James Stevens (musicien)
Pour les articles homonymes, voir James Stevens.
James Stevens (1892, 31 décembre 1971, était un musicien et un auteur américain. Né à Albia, en Iowa, il déménagea tôt en Idaho et basa plus tard son roman Big Jim Turner (1948) sur sa jeunesse passée dans les camps de bûcherons de la côte du Pacifique.

## Romans
- Paul Bunyan (1925)
- Brawny Man (1926)
- Mattock (1927)
- Homer in the Sagebrush (1928)
- The Saginaw Paul Bunyan (1932)
- Paul Bunyan Bears (1947)
- Tree Treasure (1950)

## Musique
Sa chanson The Frozen Logger fut enregistrée par Odetta/Odetta & Larry sur The Tin Angel (1954), Cisco Houston sur Hard Travelin' (1954), Walt Robertson sur American Northwest Ballads (1955), Jimmie Rodgers sur At Home with Jimmie Rodgers: An Evening of Folk Songs (1960), ainsi que plusieurs autres, incluant The Weavers et Oscar Brand. La chanson fut aussi chantée mais non enregistrée par Bob Weir du groupe The Grateful Dead.